# Canary Wharf metróállomás
A Canary Wharf a londoni metró egyik állomása a 2-es zónában, a Jubilee line érinti.

## Története
Az állomást 1999. szeptember 17-én adták át a Jubilee line részeként.

## Forgalom
| Járat | Útvonal | Gyakoriság     |
| ----- | --- | -------------- |
|       | Stanmore – Canons Park – Queensbury – Kingsbury – Wembley Park – Neasden – Dollis Hill – Willesden Green – Kilburn – West Hampstead – Finchley Road – Swiss Cottage – St. John’s Wood – Baker Street – Bond Street – Green Park – Westminster – Waterloo – Southwark – London Bridge – Bermondsey – Canada Water – Canary Wharf – North Greenwich – Canning Town – West Ham – Stratford | 2-4 percenként |

## Átszállási kapcsolatok
| Állomás      | Átszállási kapcsolatok                                                              |
| ------------ | ----------------------------------------------------------------------------------- |
| Canary Wharf | DLR (Canary Wharf, Heron Quays) Helyi buszok (Canary Wharf Station) Hajó (RB1, RB4) |

## Fordítás
- Ez a szócikk részben vagy egészben  a   Canary Wharf tube station című angol Wikipédia-szócikk fordításán alapul.  Az eredeti cikk szerkesztőit annak laptörténete sorolja fel. Ez a jelzés csupán a megfogalmazás eredetét és a szerzői jogokat jelzi, nem szolgál a cikkben szereplő információk forrásmegjelöléseként.